# Железная дорога (картина Мане)
«Железная дорога» (фр. Le chemin de fer, англ. The Railway), также известная под названием «Вокзал Сен-Лазар» (фр. Gare Saint-Lazare) — картина, написанная  в 1872—1873 годах французским художником Эдуаром Мане (Édouard Manet, 1832—1883). Принадлежит Национальной галерее искусства в Вашингтоне. Размер картины — 93,3 × 111,5 см.

## История
К Парижскому салону 1874 года Эдуаром Мане были подготовлены три картины — «Железная дорога», «Ласточки» и «Бал-маскарад». Две последние были отвергнуты жюри, так что на салоне публике была представлена только «Железная дорога». Вскоре она была продана Жану-Батисту Фору (Jean-Baptiste Faure), французскому оперному певцу и коллекционеру картин.
В 1881 году картина была куплена известным маршаном Полем Дюран-Рюэлем (Paul Durand-Ruel) за 5400 франков. В 1898 году она была продана предпринимателю и коллекционеру из Нью-Йорка Генри Осборну Хэвемайеру (Henry Osborne Havemeyer) и его жене Луизине Хэвемайер (Louisine Havemeyer). После смерти Хэвемайера в 1907 году картина оставалась у его жены, а после её смерти в 1929 году перешла по наследству к их сыну Хорасу Хэвемайеру (Horace Havemeyer, 1886—1956). В 1956 году, согласно его завещанию, она была передана в коллекцию Национальной галереи искусства.

## Описание
Действие происходит у чугунной ограды, которая отделяет городскую улицу от железнодорожных путей. Слева изображена молодая женщина, сидящая на парапете у ограды. Она держит раскрытую книгу, а у неё на коленях примостилась маленькая собачка. Женщина смотрит прямо на зрителя, как будто её только что кто-то окликнул. Рядом с ней, спиной к зрителю, стоит маленькая девочка, которая смотрит сквозь чугунные прутья ограды на железную дорогу, пытаясь за дымом разглядеть проходящий поезд. Как и многие другие произведения Мане, изображённая сцена представляет собой момент, выхваченный из реальной жизни — здесь одновременно и портрет женщины, и жанровая сцена.
В качестве сидящей женщины художнику позировала Викторина Мёран, которая также была моделью для других картин Мане, в частности, «Завтрак на траве» и «Олимпия». Полагают, что в качестве стоя́щей девочки позировала дочь банкира Альфонса Хирша (Alphonse Hirsch), друга Мане.

## Критика
Историк Изабель Дерво пишет: «Когда картина впервые была выставлена на Парижском салоне 1874 года посетители и критики нашли ее сюжет непонятным, композицию — непоследовательной, а исполнение — схематичным. Карикатуристы высмеивали картину Мане, в которой лишь немногие распознали символ современности, которым она стала сегодня».